# Polihon
Polihon (ukr. Полігон) – wieś na Ukrainie, w obwodzie mikołajowskim, w rejonie mikołajowskim, w hromadzie Szewczenkowe. W 2001 liczyła 2216 mieszkańców, spośród których 1757 wskazało jako ojczysty język ukraiński, 451 rosyjski, 1 mołdawski, 1 bułgarski, 2 białoruski, 2 gagauski, a 3 inny.